# Kapel van Bouxthay

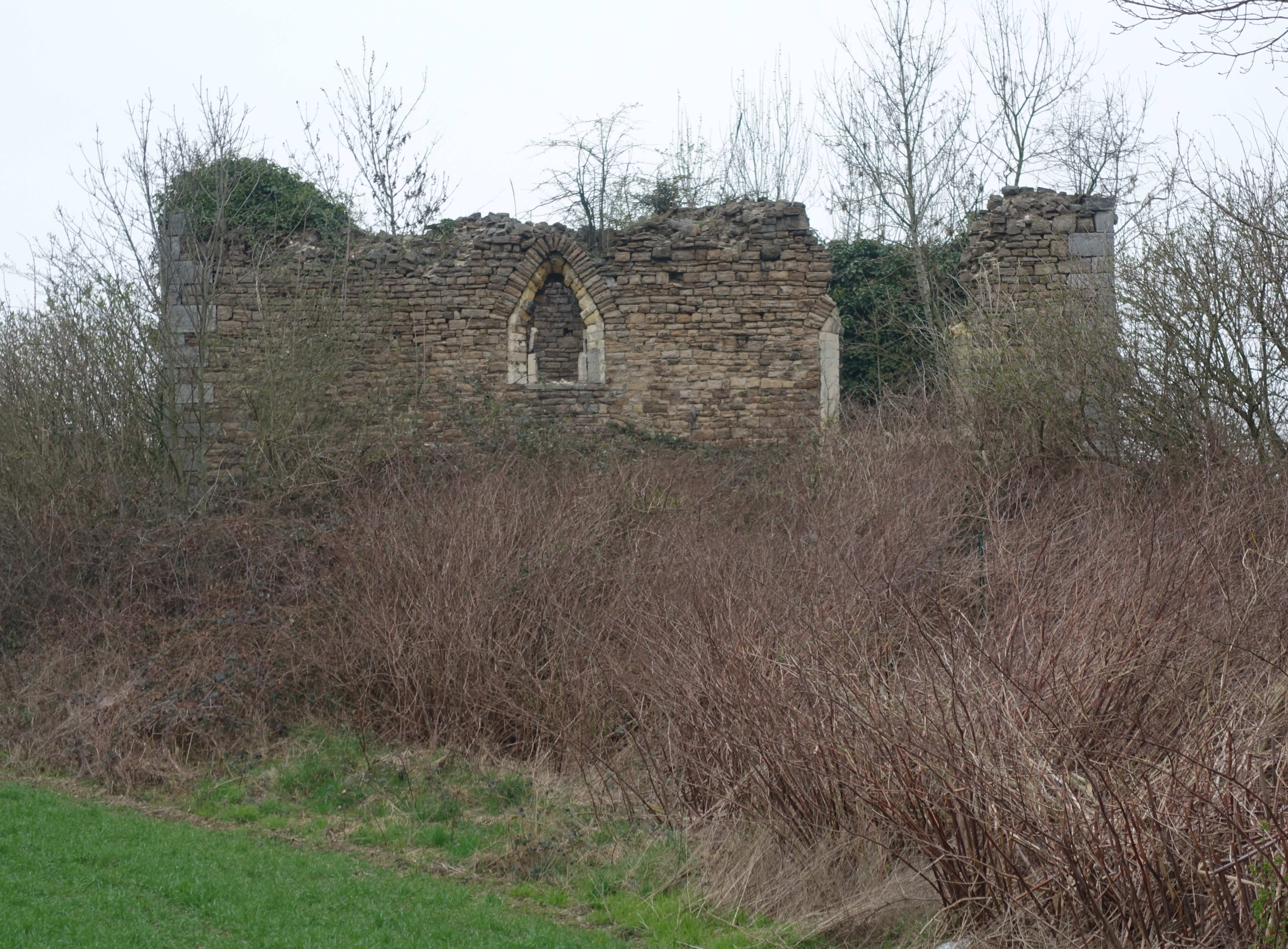
Kapel van Bouxthay

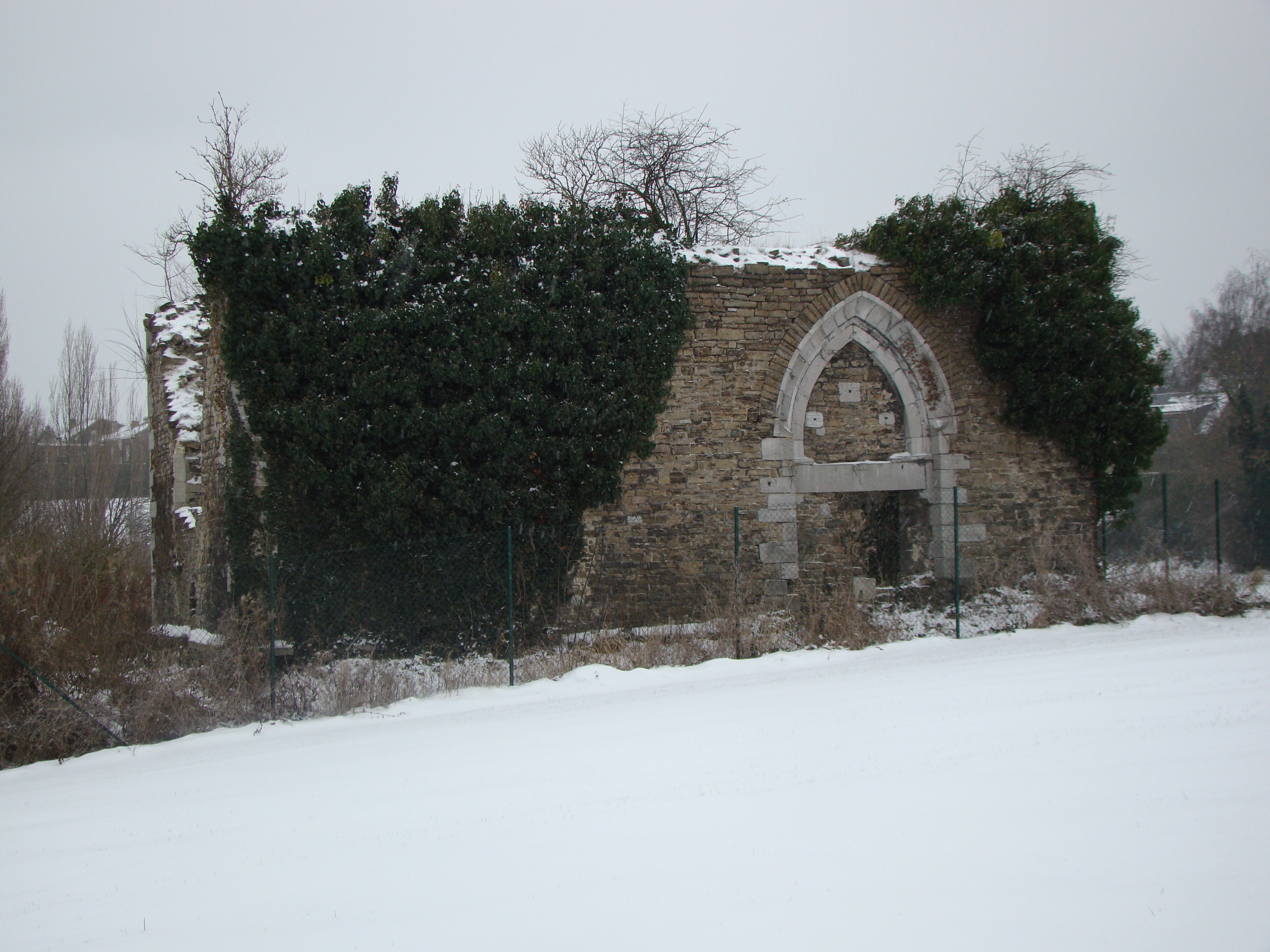
Kapel van Bouxthay

De kapel van Bouxthay is een voormalige kapel te Vottem in de Belgische provincie Luik. De kapel behoorde bij het toenmalige kasteel.
De kapel, tegenwoordig een ruïne, werd gesticht in 1359 en behoorde bij een complex dat tevens een kasteelhoeve omvatte, en een kasteel uit het begin van de 17e eeuw, dat eigendom was van Lambert de Wuteau, burgemeester van Luik van 1608-1619. De kapel is gebouwd in natuursteen in gotische stijl.